# A Wreath in Time

A Wreath in Time est un film muet américain réalisé par D. W. Griffith, sorti en 1909.

## Synopsis
Un homme est cru mort par sa femme alors qu'il est, en fait, à une fête entre amis.

## Fiche technique
- Titre : A Wreath in Time
- Réalisation et scénario : D. W. Griffith
- Société de production et de distribution : American Mutoscope and Biograph Company[1]
- Photographie : G. W. Bitzer
- Pays :  États-Unis
- Format[2] : Noir et blanc - Muet - 1,33:1 ou 1,37:1[3] - 35 mm[3],[4]
- Longueur de pellicule : 558 pieds (170 mètres[4])
- Durée : 9 minutes (à 16 images par seconde)[2]
- Date de sortie : 8 février 1909

## Distribution
Les noms des personnages proviennent de l'Internet Movie Database.
- Marion Leonard
- Mack Sennett : John Goodhusband
- Florence Lawrence : Mme John Goodhusband
- Harry Solter : le copain de beuverie
- Arthur V. Johnson : une personne au bar / un acteur sur scène / le serveur
- Jeanie Macpherson : une personne à l'entrée des artistes
- Linda Arvidson : une personne à l'entrée des artistes[5]
- Charles Avery : une personne à l'entrée des artistes[5]
- Flora Finch : une actrice sur scène[5]
- George Gebhardt : une personne au bar / un acteur sur scène[3],[5]
- Robert Harron : le messager[5]
- Anita Hendrie : une actrice sur scène / une personne à l'entrée des artistes[5]
- Charles Inslee : une personne au bar[5]
- David Miles : une personne au bar[5]

## Autour du film
Les scènes du film ont été tournées les 1er et 8 décembre 1908 dans le studio de la Biograph à New York ainsi que sur la Huitième Avenue et la 14e rue.
À sa sortie, le film a été présenté sur la même bobine que La Vie d'Edgar Poe (Edgar Allan Poe) et des copies existent encore aujourd'hui.